# Cerco de Montevidéu (1823–1824)
O Cerco de Montevidéu é uma batalha decorrente do contexto da Guerra da Independência do Brasil, durante a qual o Exército Brasileiro, sob o comando de Carlos Frederico Lecor, tentou capturar a cidade de Montevidéu, em Cisplatina (atual Uruguai) do Exército Português de Álvaro da Costa de Sousa de Macedo. O cerco durou de 20 de janeiro de 1823 até 8 de março de 1824, quando os portugueses se renderam às forças brasileiras. A derrota naval na Batalha de Montevidéu em 1823 também contribuiu para acelerar a rendição das tropas portuguesas. O evento marcou o fim da resistência armada portuguesa à independência do Brasil, ou seja, dando por encerrada, de forma técnica, a Guerra da Independência do Brasil.
Porém, o término oficial da guerra se deu em 29 de agosto do ano seguinte, com a assinatura do Tratado do Rio de Janeiro (1825).
Por meio desse acordo, mediado pelos britânicos, os portugueses reconheceram formalmente a emancipação do Brasil e sua secessão do restante do Império Português.